# Cabeço do Manuel João
O Cabeço do Manuel João é uma elevação portuguesa de origem vulcânica localizada no concelho da Madalena, ilha do Pico, arquipélago dos Açores.
Este acidente geológico tem o seu ponto mais elevado a 501 metros de altitude acima do nível do mar.
Nas proximidades desta elevação encontra-se o Cabeço do Tamusgo, o Cabeço das Hortelãs e o Cabeço de Rodrigues Enes.